# Instituto J. Craig Venter
El Instituto J. Craig Venter (J. Craig Venter Institute) es un instituto de investigación genómica fundado por J. Craig Venter en octubre de 2006. (Venter anunció la existencia del instituto el 29 de septiembre de 2004). Este instituto nació como resultado de fusionar cuatro organizaciones: Center for the Advancement of Genomics (Centro para el Avance de la Genómica), The Institute for Genomic Research (Instituto de Investigación Genómica), Institute for Biological Energy Alternatives (Instituto para las Alternativas Energéticas Biológicas) y J. Craig Venter Science Foundation Joint Technology Center (Centro Tecnológico de Unión de la Fundación Científica J. Craig Venter). Presenta instalaciones en Rockville (Maryland) y La Jolla (California).
El instituto estudia las implicaciones sociales de la Genómica además de la Genómica en sí misma. Sus investigaciones se dice que abarcan los campos de la medicina genómica, el análisis genómico ambiental, la energía limpia, la biología sintética, así como la ética, la legislación y la economía. Trabajan en el instituto alrededor de 400 personas, incluyendo al premio Nobel Hamilton Smith.
El 21 de mayo de 2010 el instituto consiguió el hito de trasplantar la versión sintética del genoma de una especie de bacteria a otra y que esta última se autorreplicase bajo el control del ADN trasplantado.